# Pont de l'Allondon
Le pont de l'Allondon est un pont routier et piéton sur l'Allondon, situé dans le canton de Genève, reliant les communes de Russin et Dardagny.

## Localisation
Le pont de l'Allondon est le quatrième pont le plus en aval de l'Allondon après son entrée en Suisse. C'est également le dernier pont routier avant que la rivière ne se jette dans le Rhône, le dernier pont étant réservé au chemin de fer. Le pont ne franchit pas que l'Allondon, mais également le ruisseau des Eaux-Froides, qui chemine en parallèle à la rivière avant de se jeter dans celle-ci.

## Histoire
Entre 2000 et 2003, le pont créé en 1871 par Guillaume-Henri Dufour a été totalement réhabilité et consolidé. En amont du pont, d'importants travaux de terrassement ont été réalisés en 2006. À cette occasion, un pont provisoire a été construit.

## Sources